# Mausolée de Baba Loghman
Le mausolée de Baba Loghman à Sarakhs ou tombe de Loghman Sarakhs  (en persan : آرامگاه بابا لقمان) date du VIIIe siècle de notre ère. Il se trouve à 3 km au nord du centre de la ville. Il est repris parmi les monuments nationaux de l'Iran depuis le 15 décembre 1931 sous le n° 165. Loghman est un mystique soufiste du quatrième siècle de l'Hégire, contemporain du maître spirituel Abû Saïd ibn Abû al-Khaïr (né entre 957 et 967), originaire du Khorassan en Iran.

## Emplacement et caractéristiques
Le mausolée est un bâtiment de grande dimension en brique à l'extrémité nord-est de l'Iran, à la frontière avec le Turkménistan. Malgré son existence déjà millénaire le bâtiment conserve sa majesté après sa restauration. Son architecture est similaire à celle du mausolée du sultan Ahmad Sanjar au Turkménistan    
La forme du bâtiment est en carré. Du côté nord un grand porche surélevé précède la tombe elle-même qui forme un second carré plus petit que l'enceinte extérieure, dont la dimension est de 40 m sur 26 m. Les murs extérieurs sont garnis d'arcades aveugles qui se succèdent et sont décorés de fines briques formant des motifs géométriques variés . La tombe possède deux niveaux. Le premier niveau est un quadrilatère qui est surmonté d'un anneau octogonale qui crée un volume important à l'intérieur du bâtiment. Un dôme de petite hauteur surmonte l'ensemble étant construit sur un tambour cylindrique. À l'intérieur, la lumière pénètre par quatre ouvertures rectangulaires ouverte dans le corps octogonal. Le arches intérieures sont construites en fines briques formant des motifs géométriques en losange,,.

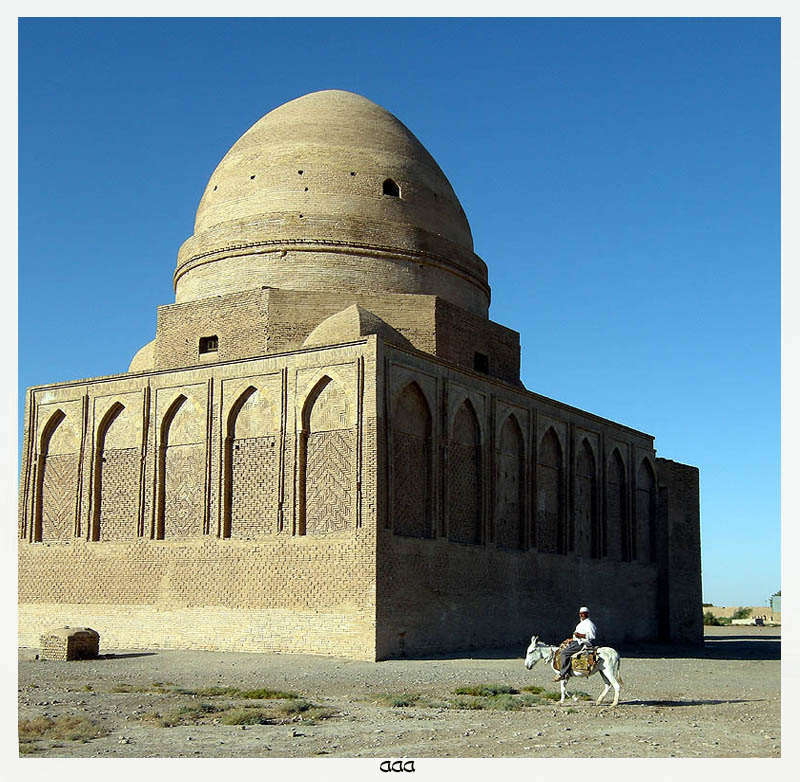
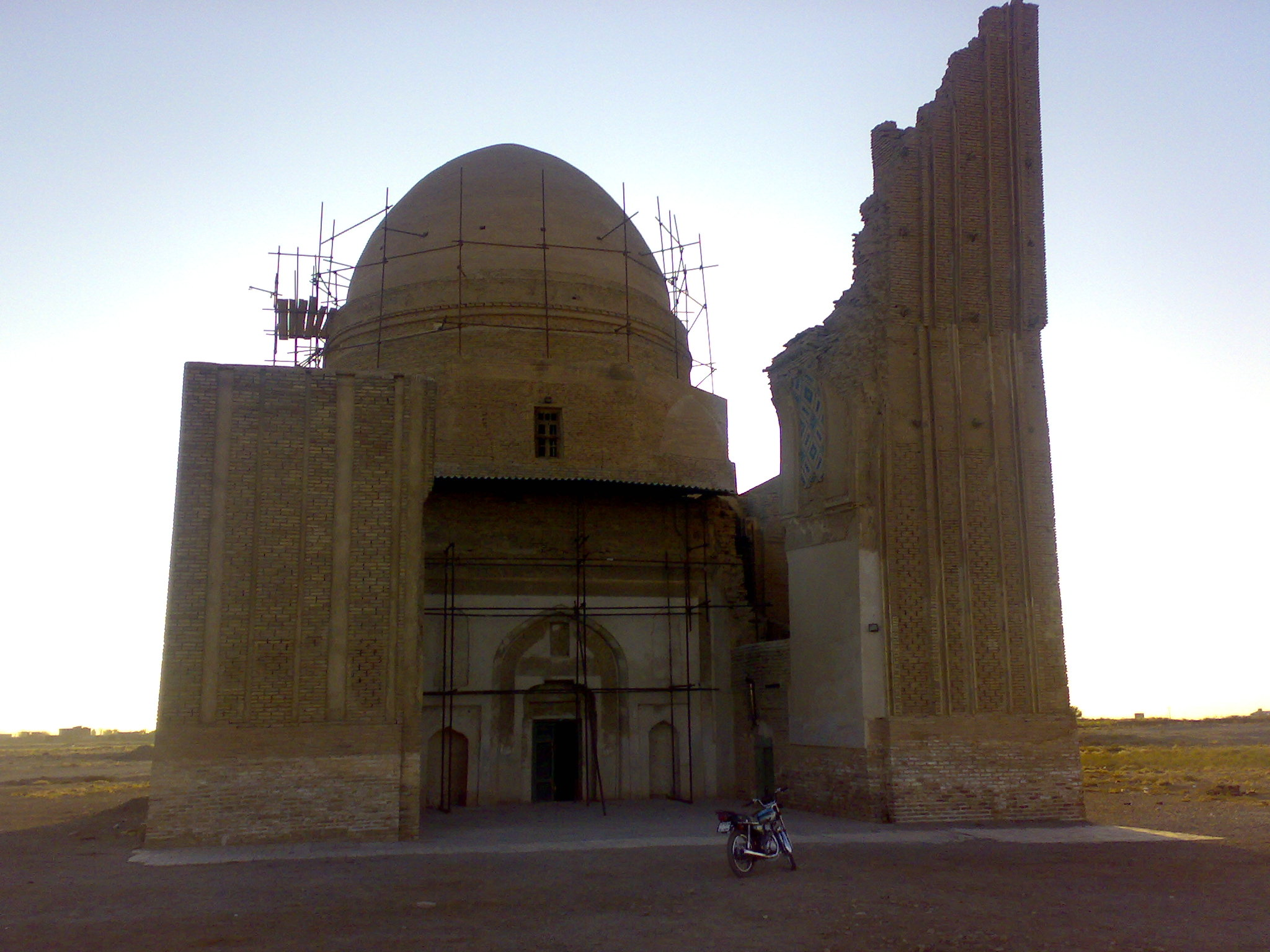